# Яцик Роман Михайлович
Яцик Роман Михайлович (20 лютого 1946 - 4 січня 2021) — український лісівник, професор кафедри лісознавства Прикарпатського національного університету імені Василя Стефаника, кандидат сільськогосподарських наук, старший науковий співробітник. Член-кореспондент Лісівничої академії наук України (ЛАНУ) з червня 1996 року.

## Біографія
Яцик Роман Михайлович народився 20 лютого 1946 року в селищі Гвіздець Коломийського району Івано-Франківської області в родині залізничників. З 1952 по 1963 рік ходив до Гвіздецької середньої школи. У 1963 році вступив до Сторожинецького лісного технікуму в місті Сторожинець Чернівецької області. У 1966 році успішно його закінчив, отримавши диплом техніка лісового господарства. У 1968 році вступив до Львівський лісотехнічний інститут (Національний лісотехнічний університет України), який закінчив у 1972 році, за спеціальністю «лісове господарство», кваліфікація — «Інженер лісового господарства». У 1974–1976 роках навчався в аспірантурі. У 1981 році під керівництвом професора П. І. Молоткова захистив кандидатську дисертацію на тему «Біологічні основи елітного насінництва сосни звичайної реліктового походження в Українських Карпатах» за спеціальністю 06.03.01 — лісові культури, селекція, насінництво й озеленення міст в Українському науково-дослідному інституті лісового господарства і агролісомеліорації імені Г. М. Висоцького (УкрНДІЛГА, Харків).
Трудову діяльність розпочав у 1966 році техніком-лісівником Брустурівського лісництва Коломийського лісокомбінату тресту «Прикарпатліс», де пропрацював до 1968 року. У 1968 році почав працювати в Карпатському філіалі УкрНДІЛГА, з 1991 року Український науково-дослідний інститут гірського лісівництва (Івано-Франківськ). Працював на посадах старшого лаборанта, інженера, молодшого наукового співробітника. З листопада 1972 по грудень 1973 років проходив військову службу у Фергані (Узбекистан). Після повернення працював в інституті на посадах наукового, старшого наукового співробітника, завідувача сектором селекції та інтродукції, завідувача Надвірнянським опорним пунктом (пізніше — Горганський дослідний пункт), заступника директора з наукової роботи УкрНДІгірліс, завідувача лабораторії лісової селекції й насінництва, провідним науковим співробітником лабораторії лісовідновлення і селекції. Вчене звання старшого наукового співробітника отримав у 1984 році.
З березня 1992 по січень 1995 року Яцик бере участь у роботі філіалу кафедр лісівництва, лісової таксації, лісовпорядкування та геодезії Українського державного лісотехнічного університету, що на той час функціонував на базі УкрНДІгірліс. З 1994 по 2002 рік Роман Михайлович — заступник директора з наукової роботи Українського науково-дослідного інституту гірського лісівництва. З 1998 по 2004 рік очолював Івано-Франківське обласне відділення Українського товариства генетиків і селекціонерів. З 1999 по 2007 рік головує в експертній раді з лісових сортів Держкомісії з випробування та охорони сортів рослин України (Київ). З 2008 року Яцик працює доцентом на кафедрі лісознавства Інституту природничих наук Прикарпатського національного університету імені Василя Стефаника. З 2008 року здійснює керівництво аспірантурою за спеціальністю 06.03.01 — лісові культури та фітомеліорація. Під його керівництвом захищена одна кандидатська дисертація. З 2011 року професор, викладає низку навчальних дисциплін: лісова генетика, лісова селекція, лісова пірологія, недеревні ресурси лісу.

## Наукові праці
Основні напрямки наукової діяльності професора Романа Михайловича: збереження біорізноманіття та лісових генетичних ресурсів, лісова селекція, насінництво, інтродукція рослин, побічне користування лісом (особливо — технологія створення плодово-ягідних плантацій). Науковий доробок складає один навчальний посібник з лісової генетики і селекції, 8 монографій та розділів книг, 9 авторських свідоцтв, 24 брошури, понад 120 наукових, 30 науково-популярних статей, 8 навчально-методичних робіт. Усього понад 250 наукових праць:
- Гунчак М. С., Яцик Р. М., Андрушків Ю. Є. Дугласія зелена в Україні. — Івано-Франківськ: УкрНДІгірліс, 1998. — 122 с.
- Яцик Р. М., Дейнека А. М., Парпан В. І. та ін. Лісові генетичні ресурси та селекційно-насінницькі об'єкти Львівщини. — Івано-Франківськ: УкрНДІгірліс, 2006. — 312 с.
- Яцик Р. М. Курс лекцій з лісової генетики. — Івано-Франківськ: Прикарпатський національний університет, 2007. — 168 с.
- Яцик Р. М., Воробчук В. Д., Парпан В. І. та ін. Генетико-селекційні та насінницькі об'єкти в лісах Буковини. — Тернопіль: Підручники і посібники, 2008. — 288 с.
- Гайда Ю. І., Попадинець І. М., Яцик Р. М. та ін. Лісові генетичні ресурси та їх збереження на Тернопільщині. — Тернопіль: Підручники і посібники, 2008. — 288 с.
- Гаврусевич А. М., Бродович Р. І., Кацуляк Ю. Д., Яцик Р. М., Голубчак О. І. Діброви Українських Карпат і суміжних територій, їх стан та особливості відновлення. — Тернопіль: Підручники і посібники, 2010. — 160 с.
- Яцик Р. М., Гайда Ю. І., Случик В. М. Основи генетики й селекції лісових рослин. Навчальний посібник. — Тернопіль: Підручники і посібники, 2012. — 288 с.

Під керівництвом Яцика проведені наукові дослідження із побічного користування лісом, збереження генетичних ресурсів, селекції, насінництва та інтродукції рослин в лісах Карпатського регіону і на прилеглих територіях. Матеріали досліджень його лабораторії увійшли в «Програму з інтродукції деревних рослин», «Настанови з лісового насінництва», «Правила відновлення лісів і лісорозведення», «Вказівки з виділення лісового генетичного фонду, селекції і насінництва в Українських Карпатах». Здійснюється тісна співпраця з Європейською програмою збереження лісових генетичних ресурсів (EUFORGEN), розроблена методика із комплексної оцінки лісових генетичних ресурсів.
Брав активну участь у виведенні карпатських лісових сортів: ялиця бальзамічна надвірнянська, модрина білоославська, сосна кедрова корейська богородчанська, ясен вузьколистий закарпатський, модрина гібридна мукачівська, дуб звичайний боржавський, ялиця біла коломийська.
Роман Михайлович доклав зусиль при складанні та затвердженні наступних законодавчих, нормативно-регулятивних й організаційно-розпорядчих документів: Лісовий кодекс України, Правила відновлення лісів і лісорозведення, Настанови з лісового насінництва, Настанови з лісовідновлення і лісорозведення, Концепція збереження та невиснажливого використання лісових
генетичних ресурсів в Україні та ін.

## Нагороди
За багаторічну плідну наукову роботу удостоєний відзнак:
- Нагрудний знак «Винахідник СРСР».
- «Відмінник лісового господарства України» (2006).
- «Почесний лісівник України» (2011).

Неодноразово нагороджений почесними грамотами Івано-Франківської міської і обласної адміністрацій (1980, 2000), Українського науково-дослідного інституту лісового господарства та агролісомеліорації (1980, 1983), Міністерства лісового господарства України і центрального комітету профспілки працівників лісового господарства України (1996,1997), Державного комітету лісового господарства України (2004).